# Singai Pararasasegaram
Singai Pararasasegaram, (tamoul : சிங்கைப் பரராசசேகரன்; meurt en 1519), de son nom royal Pararacacekaran VI, est un roi du royaume de Jaffna, dans l'actuel Sri Lanka. Il fait partie de la dynastie Ârya Chakravarti.

## Biographie

### Famille
Singai Pararajaseakaram était le fils aîné de Kanakasooriya Cinkaiariyan, le roi tamoul qui a perdu le royaume de Jaffna en 1450 face à chef militaire cingalais Sapumal Kumaraya venant du royaume de Kotte, mais qu'il a récupéré en 1467.
Singai Pararajasekarm avait trois femmes. Rasaletchumi Ammal, Valliammai et Mangathammal. Il a eu huit enfants avec ces trois femmes.

### Titre dynastique
Singai Pararajasekaram est également le premier roi à ne plus utiliser le titre dynastique Cinkaiariyan. Ce mot, provenant d'une langue dravidienne, peut s'écrire différemment selon le type de transcription en alphabet latin, traditionnel ou en ISO 15919. Ainsi, Cinkaiariyan peut aussi s'écrire Singai Aryan, et le roi Singai Pararajasekaram utilisera dès lors la version raccourcie comme titre officiel, Singai.
Après lui tous les rois de Jaffna utiliseront la version courte Singai en titre dynastique.

## Règne
Après avoir récupéré le royaume de Jaffna du royaume de Kotte, son père, le roi Kanakasooriya Cinkaiariyan et Singai Pararajasekaram se sont concentrés sur le développement de la zone centrale du royaume plutôt que sur l'expansion territoriale.
Il était connu pour diriger ses énergies vers la consolidation du potentiel économique du Royaume en maximisant les revenus tirés des exportations de perles et d'éléphants, et en ceux provenant des revenus fonciers. Il est également reconnu pour sa nature agressive et violente. Le royaume devint moins féodal que la plupart des autres royaumes de la même époque. La littérature tamoule locale a été produite et les temples hindous ont été construits pendant cette période comprenant une académie pour l'avancement de langue,.

### Source historique
- Rajavaliya, récits en pali de l'histoire du Sri Lanka.